# Оливомицин
Оливомици́н — антибиотик, продуцируемый лучистым грибом Actinomyces olivoreticuli.

## Краткое описание вещества
Порошок или пористая масса жёлтого цвета, легко растворяется в воде, изотоническом растворе натрия хлорида, растворах, этаноле и новокаина, почти нерастворим в эфире и хлороформе.

## Фармакологическое действие
Обладает противоопухолевым действием. Плохо всасывается по внутреннем применении, вызывает инфильтраты при введении под кожу. Существенного влияния на кроветворение не оказывает.

## Применение
Обладает лечебным действием при:
хорионэпителиоме матки, раке шейки матки,опухолях яичка, реутилосаркоме с поражением периферических лимфоузлов, лимфоэпителиоме.